# Dalmand
Dalmand je velká vesnice v Maďarsku v župě Tolna, spadající pod okres Dombóvár. Nachází se asi 12 km severovýchodně od Dombóváru. V roce 2015 zde žilo 1 240 obyvatel. Dle údajů z roku 2011 tvoří 88,9 % obyvatelstva Maďaři, 1,4 % Němci, 0,8 % Romové a 0,3 % Rumuni.
Sousedními vesnicemi jsou Döbrököz, Kocsola a Kurd, sousedním městem Dombóvár.